# Мини-ТЭЦ
Мини-ТЭЦ (малая теплоэлектроцентраль) — теплосиловые установки, служащие для совместного производства электрической и тепловой энергии в агрегатах единичной мощностью до 25 МВт, независимо от вида оборудования. В настоящее время нашли широкое применение в зарубежной и отечественной теплоэнергетике следующие установки: противодавленческие паровые турбины, конденсационные паровые турбины с отбором пара, газотурбинные установки с водяной или паровой утилизацией тепловой энергии, газопоршневые, газодизельные и дизельные агрегаты с утилизацией тепловой энергии различных систем этих агрегатов. Термин когенерационные установки используется в качестве синонима терминов мини-ТЭЦ и ТЭЦ, однако он является более широким по значению, так как предполагает совместное производство (co — совместное, generation — производство) различных продуктов, которыми могут быть, как электрическая и тепловая энергия, так и другие продукты, например, тепловая энергия и углекислый газ, электрическая энергия и холод и т. д.
Фактически термин тригенерация, предполагающий производство электроэнергии, тепловой энергии и холода также является частным случаем когенерации. Отличительной особенностью мини-ТЭЦ является более экономичное использование топлива для произведённых видов энергии в сравнении с общепринятыми раздельными способами их производства. Это связано с тем, что электроэнергия в масштабах страны производится в основном в конденсационных циклах ТЭС и АЭС, имеющих электрический КПД на уровне 30-35 % при отсутствии теплового потребителя. Фактически такое положение дел определяется сложившимся соотношением электрических и тепловых нагрузок населённых пунктов, их различным характером изменения в течение года, а также невозможностью передавать тепловую энергию на большие расстояния в отличие от электрической энергии.
Модуль мини-ТЭЦ включает газопоршневой, газотурбинный или дизельный двигатель, генератор электроэнергии, теплообменник для утилизации тепла от воды при охлаждении двигателя, масла и выхлопных газов. К мини-ТЭЦ обычно добавляют водогрейный котёл для компенсации тепловой нагрузки в пиковые моменты.

## Назначение мини-ТЭЦ
Основным предназначением мини-ТЭЦ является выработка электрической и тепловой энергии из различных видов топлива.
Концепция строительства мини-ТЭЦ в непосредственной близости к потребителю имеет ряд преимуществ (в сравнении с большими ТЭЦ):
- позволяет избежать затрат на строительство дорогостоящих и опасных высоковольтных линий электропередач (ЛЭП);
- исключаются потери при передаче энергии;
- отпадает необходимость финансовых затрат на выполнение технических условий на подключение к сетям централизованного электроснабжения;
- бесперебойное снабжение электроэнергией потребителя;
- электроснабжение качественной электроэнергией, соблюдение заданных значений напряжения и частоты;
- возможно, получение прибыли.

В современном мире строительство мини-ТЭЦ набирает обороты, преимущества очевидны.

## Преимущества
Основное преимущество мини-ТЭЦ — близость к потребителям тепловой энергии. Снижаются или отпадают проблемы с теплосетями (трубопроводы, обеспечивающие подачу тепловой энергии от ТЭЦ к потребителям). В случае аварии, разрыва в теплосети возникают большие проблемы: разрытие грунта, временное отчуждение территории для ремонта теплосети, как правило перекрывается движение автотранспорта. По советским нормативам теплосети подлежали замене через 20-30 лет.
На основе двигателей внутреннего сгорания существует оборудование «мини-ТЭЦ», позволяющее обеспечивать электро- и теплоснабжение отдельных домов, в том числе и индивидуальных домов (коттеджей).

## Использование тепла мини-ТЭЦ
Значимую часть энергии сгорания топлива при выработке электроэнергии составляет тепловая энергия.

Существует варианты использования тепла:
- непосредственное использование тепловой энергии конечными потребителями (когенерация);
  - горячее водоснабжение (ГВС), отопление, технологические нужды (пар);
- частичное преобразование тепловой энергии в энергию холода (тригенерация);
  - холод вырабатывается абсорбционной холодильной машиной, потребляющей не электрическую, а тепловую энергию, что даёт возможность достаточно эффективно использовать тепло летом для кондиционирования помещений или для технологических нужд;

## Топливо для мини-ТЭЦ
Виды используемого топлива
- газ: природный газ магистральный, природный газ сжиженный, попутный нефтяной газ и другие горючие газы;
- жидкое топливо: нефть, мазут, дизельное топливо, биодизель и другие горючие жидкости;
- твердое топливо: уголь, древесина, торф и прочие разновидности биотоплива.

Наиболее эффективным и недорогим топливом в России является магистральный природный газ, а также попутный газ.

## Исполнения мини-тэц
Различают цеховое (в здании) и контейнерное (в блок-модуле) исполнение. 
Контейнерное исполнение
- Имеет наивысшую степень готовности
- Проще проектировать, проще монтировать.
- Дешевле, когда устанавливается одна или две ГПУ
- Сложнее обслуживать

Цеховое исполнение, в здании
Все элементы проектируются и монтируются отдельно
- Быстрее срок поставки, дольше срок монтажа
- Дешевле, когда устанавливается более трёх ГПУ
- Легче обслуживать [1]